# Утка (подводная лодка)
«Утка» — подводная лодка российского императорского флота типа «Барс». Построена в 1915—1917 годах, входила в состав Черноморского флота. Участвовала в Гражданской войне, в составе Русской эскадры ушла в Бизерту.

## История строительства
Зачислена в списки кораблей Черноморского флота 2 июля 1915 года. 1 августа 1915 года заложена на стапеле Отделения Балтийского завода в Николаеве. Стала одной из двух лодок, построенных там, второй стала «Гагара». Из-за отсутствия штатных дизелей (2 по 1320 л. с.) были установлены два дизеля по 250 л. с. конструкции Коломенского завода. В отличие от других лодок проекта, некоторые баллеры рулей на «Утке» были не литыми, а коваными. Сразу при строительстве получила артиллерийское вооружение — два орудия калибра 76 мм и одно калибра 37 мм. Как и все лодки типа «Барс» на Черноморском флоте, имела четыре наружных торпедных аппарата вместо восьми — они размещались на палубе попарно спереди и сзади рубки.
Спущена на воду в октябре 1916 года. 20 июня 1917 года вступила в строй, зачислена в Бригаду подводного плавания в Севастополе.

## История службы
Использовалась в учебных целях. 26 октября 1917 года была зачислена в состав Черноморского Центрофлота.
1 мая 1918 года была захвачена в Севастополе немецкими оккупационными войсками и включена в состав военно-морских сил Германии на Чёрном море под обозначением US-3.
24 ноября 1918 года захвачена англо-французскими войсками, в апреле 1919 года в ходе Крымской эвакуации на буксире переведена в Новороссийск. 3 мая 1919 года включена в состав морских сил Юга России под бортовым номером 7. В июне перешла в Севастополь, в июне-августе участвовала в нескольких боевых операциях Белого флота. Заходила в занятый белогвардейцами Николаев.

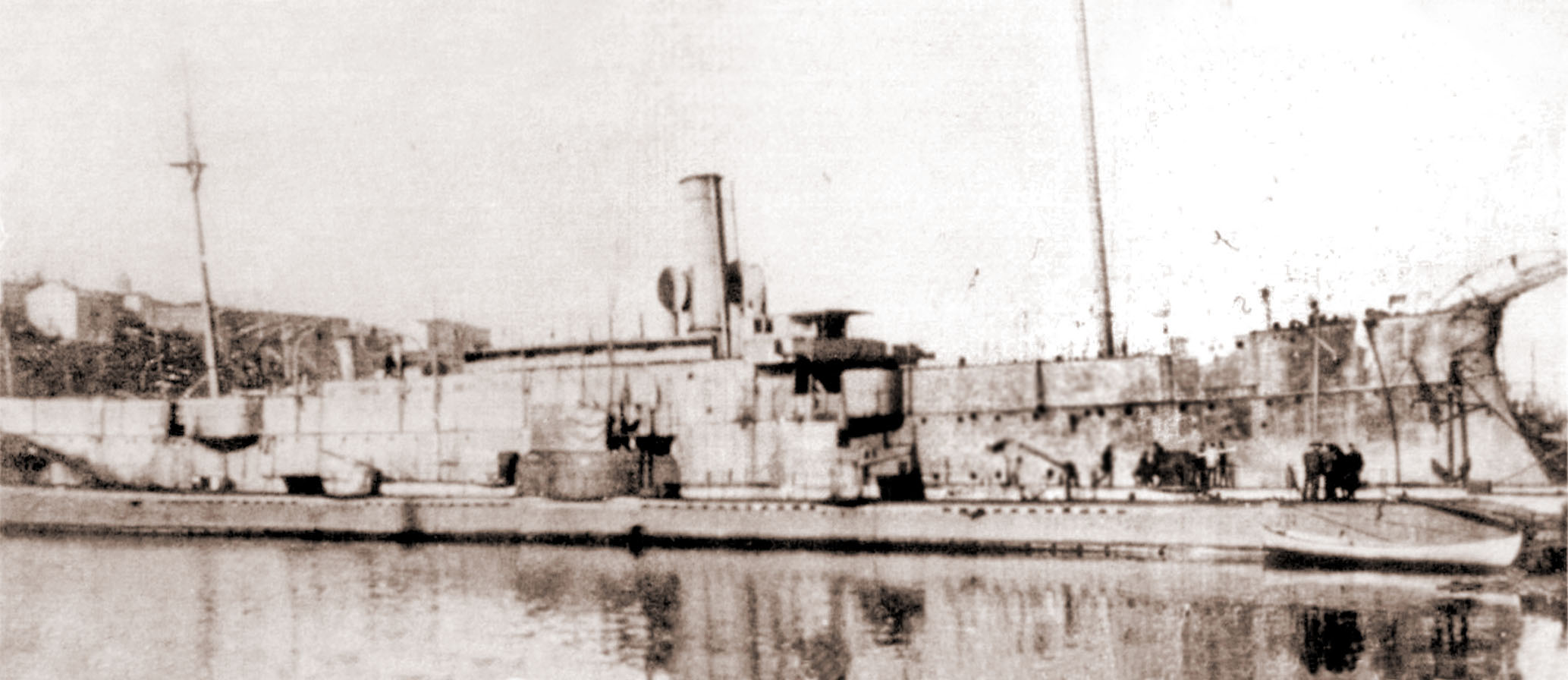
Подводная лодка «Утка» у борта Блокшива № 9, Севастополь 1919 год

В августе-сентябре 1919 года находилась в ремонте, в это время палубные торпедные аппараты были сняты, а их ниши заделаны. В сентябре базировалась на Хорлы, совместно с подводной лодкой АГ-22 дошла до Ялты, позже перешла в Новороссийск. В марте 1920 года участвовала в обороне Новороссийска и эвакуации белогвардейских частей из него, вела артиллерийский огонь по наступающим войскам Красной армии. До августа 1920 года использовалась для разведки, скрытной доставки и снабжения сил на занятом Красной армией побережье, посменно с подводной лодкой «Тюлень». 3 октября сопровождала транспорт к побережью Кавказа, во время шторма потеряла его из виду, ушла в Феодосию, затем в Керчь. 6 октября вместе с крейсером «Алмаз» участвовала в прикрытии эвакуации из района Сочи войск генерала Фостикова, обменивалась залпами с береговыми батареями. 10 ноября 1920 года эвакуировала из Феодосии наличные деньги Государственного казначейства, доставила мешки с деньгами в Севастополь.
14 ноября 1920 года при эвакуации Крыма в составе эскадры контр-адмирала М. А. Беренса ушла в Константинополь, а затем в Бизерту, где 29 декабря того же года была интернирована французскими властями.
29 октября 1924 года французские власти признали лодку собственностью СССР, но передана советским властям не была и в конце 1920-х годов была продана частной фирме для разделки на металл.

## Командиры
- 1916 — врид фон Крузенштерн, Владимир Валерианович
- 01.11.1916 — 1917 — Садовский, Эдуард Чеславович
- 06/19.08.1919 — 1920 — капитан-лейтенант Монастырёв, Нестор Александрович
- 1920—1921 — Звегинский (Доппельмайер) В. Е.
- 1921—1922 — капитан 2-го ранга Монастырёв, Нестор Александрович